# Aire urbaine de Château-Arnoux-Saint-Auban
L'aire urbaine de Château-Arnoux-Saint-Auban est une aire urbaine française centrée sur l'unité urbaine de Château-Arnoux-Saint-Auban dans les Alpes-de-Haute-Provence. Composée de 3 communes, elle comptait 7 242 habitants en 2013.

## Composition
| Nom                        | Code Insee | Statut | Superficie (km2) | Population (dernière pop. légale) | Densité (hab./km2) |
| -------------------------- | ---------- | ------ | ---------------- | --------------------------------- | ------------------ |
| Château-Arnoux-Saint-Auban | 04049      |        | 18,34            | 5 095 (2022)                      | 278                |
| Montfort                   | 04127      |        | 12,08            | 333 (2022)                        | 28                 |
| Volonne                    | 04244      |        | 24,61            | 1 637 (2022)                      | 67                 |